# Volodymyr Budnikov
Volodymyr Budnikov (ukrajinsky: Володимир Будніков; 4. června 1947, Kyjev) je ukrajinský malíř, profesor kyjevské výtvarné akademie, známý svými expresivními velkoformátovými realizacemi. Od dubna 2022, po ruském vpádu na Ukrajinu, žije v uměleckém exilu v Berlíně.

## Biografie
Narodil se 4. června 1947 v ukrajinském Kyjevě. V letech 1962 až 1965 studoval na Škole výtvarných umění Tarase Ševčenka v Kyjevě a následně v letech 1965–1971 studoval na Státní akademii výtvarných umění a architektury v Kyjevě v ateliéru malířky Tetiany Jablonské.
V roce 1994 se stal členem Svazu výtvarných umělců Ukrajiny a o čtyři roky později, v roce 1998, získal ocenění Umělec roku a cenu Golden Intersection na III. festivalu umění v Kyjevě. V roce 1999 se stal profesorem na Akademii výtvarných umění a architektury v Kyjevě.
Po ruském vpádu na Ukrajinu v únoru 2022 opustil Kyjev a přesídlil do západoukrajinského Lvova, kde v provizorních podmínkách začal tvořit svůj cyklus Čas války. Jeho dílo bylo vystaveno na 59. bienále v Benátkách 2022. Od 4. dubna 2022 žije v uměleckém exilu v Berlíně.

## Výběr z výstav
- 1991 Volodymyr Budnikov, Galerie Handswerbend, Vídeň
- 1992 Volodymyr Budnikov, Galerie Inselstrasse, 13, Berlín
- 1993 Volodymyr Budnikov, Galerie Loggia, Hilton, Vídeň
- Volodymyr Budnikov – Obrazy, Galerie Raïssa, Erfurt
- Volodymyr Boudnikov, Galerie Caisse d'Epargne, Toulouse
- 1994 Volodymyr Boudnikov, Galerie Intercontinentale, Berlín
- Galerie Sergiy Popov, Berlín
- 1995 Volodymyr Boudnikov, Galerie Palette, Kleve
- Volodymyr Budnikov – Obrazy, Galerie Kunst-Brucke, Berlín
- Tajemství života, Galerie Alipiy, Kyjev
- Volodymyr Budnikov, Egermann Palace, Burgenland
- 1996 Ukrajinská avantgarda 1910–1996, Odense
- 1997 Kunst melle, Berlín
- Wia Regia-97, Erfurt
- Volodymyr Budnikov, EEG, Berlín
- 1999 Objekty, Centrum současného umění Soviart, Kyjev
- XX ukrajinských umělců. Konec století, Atelier Karas Gallery, Kyjev
- Trienále, CBH, Kyjev
- 2000 Nové směry, CBH, Kyjev
- Volodymyr Budnikov – Retrospektiva, Galerie L-art, Kyjev
- 2001 Kresby, Galerie Lavra, Kyjev
- Malba, forma, Galerie-atelier in den Gerbgruben, Burgenland
- 2003 První sbírka, CBH, Kyjev
- Cesta bez konce, Atelier Karas Gallery, Kyjev
- 2004 Sbohem, zbraně!, Art Arsenal, Kyjev
- 2005 Metamorfóza kódu, Galerie Lavra, Kyjev
- 2006 Nová díla, Galerie Atelier Karas, Kyjev
- 2007 Kresby, CCN, Štýrský Hradec
- Lov, Galerie Ya, Kyjev
- Bitva, Galerie Lavra, Kyjev
- 2008 Gogol-Fest, Art Arsenal, Kyjev
- 2009 Ráj, Galerie Bottega, Kyjev
- 2010 Krajiny. Retrospektiva, Muzeum ukrajinského umění, Kyjev
- Oblaka, Galerie Bottega, Kyjev
- 2011. Speka (spolu s Vladou Ralkovou), Art Arsenal, Kyjev
- Boys and girls (spolu s Vladou Ralkovou), Art Center I Gallery, Kyjev
- 2012. Objekty, Galerie Ya, Kyjev
- 2013. Art-Kyiv, Art Arsenal, Kyjev
- Odraz, Bienále, Kyjev
- 2014 Básníkovo útočiště (společně s Vladou Ralkovou), Galerie ChervoneChorne, Kaniv
- TG, Národní muzeum Tarase Ševčenka, Kyjev
- Můj Krym, náš Krym, Galerie Bettega, Kyjev
- Ukrajinská krajina. Odvrácená strana zoufalství, Art Arsenal, Kyjev
- 2015 Úkryt, Galerie ChervoneChorne, Kaniv
- 2017 Kyjevská škola – Biennale 2017, Kyjev
- Otázky pro viditelné, Národní muzeum Tarase Ševčenka, Kyjev
- Realismus?, Galerie Ya, Kyjev
- 2018 Svoboda a její přízrak, Galerie ChervoneChorne, Kaniv
- Otázky pro viditelné, Kyiv Art Week, Kyjev
- Ukrajinské zátiší, Institut pro současné umění, Kyjev
- 2019 Vzácné věci, Galerie ChervoneChorne, Kaniv
- Let, Galerie Ya, Kyjev
- 2020 Skrýš pro světlo, Státní galerie umění, Lvov
- Ukrytý, Galerie Ya, Kyjev
- 2021 Vítězství – Triumf – Prázdniny, Státní galerie výtvarného umění, Lvov (zámek Pidhirtsi), Pidhirtsi
- Zahrada podle boha, JUMP Centrum současného umění, Poltava
- Nápis, Státní muzeum umění, Oděsa
- Hava Nagila, Etnografické muzeum, Melitopol
- Neztracený čas, Zaporizhzhia.city Hub, Záporoží
- 2022 Piazza Ukraina, 59. bienále v Benátkách, Benátky
- Ztracený domov, Alte Münze, Berlín
- Painting in excess: Kyiv`s art revival, 1985–1993, Zimmerli Art Museum, Rutgers–New Brunswick, NJ, USA
- 14 dessins pour l'Ukraine, Espace 66, Paříž. 28.10.-3.11.
- 21 děl pro Ukrajinu, Topičův salon, Praha. 14.-20.11.